# Saint-Nazaire-le-Désert
Saint-Nazaire-le-Désert este o comună în departamentul Drôme din sud-estul Franței. În 2009 avea o populație de 140 de locuitori.

## Evoluția populației
| An        | 1975 | 1982 | 1990 | 1999 | 2006 | 2009 |
| --------- | ---- | ---- | ---- | ---- | ---- | ---- |
| Populație | 205  | 197  | 168  | 183  | 144  | 140  |